# James McIlroy (cirujano)

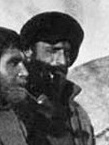
Thomas Orde-Lees

James McIlroy, nombre completo James Archibald McIlroy (3 de noviembre de 1879 - 27 de julio de 1968), fue un cirujano británico y miembro de la tripulación en la Expedición Imperial Transantártica de Ernest Shackleton (1914-1916). Nació en la provincia irlandesa de Úlster, muy probablemente en el condado de Antrim.
Después de que McIroy se graduara de médico en la Universidad de Birmingham, fue cirujano por un breve tiempo en el Hospital Queen Elizabeth en Birmingham. Pasó varios de los años siguientes practicando la medicina en Egipto, Japón, y como cirujano de barco en las Indias Orientales.
En 1914, junto a Alexander Macklin fueron los dos médicos asignados por Shackleton en la Expedición Imperial Trans-Antártica. McIlroy también estuvo a cargo de un equipo de trineo de perros cuando la expedición abandono la misión en el mar de Weddell. Una vez los náufragos hallaran refugio en isla Elefante, McIlroy fue el cirujano que efectuó la amputación de los dedos del pie de Perce Blackborow, afectados por la gangrena, con Macklin sirviendo de anestesista, administrando cuidadosamente una pequeña dosis del cloroformo que había sido rescatado, como anestesia. Después del rescate de McIlroy y sus camaradas, el médico fue premiado con la Medalla Polar.
Durante la Segunda Guerra Mundial, fue gravemente herido en Ypres. En 1921 se integró como cirujano para Shackleton en otra expedición polar, la expedición Shackleton-Rowett); Shacketon falleció a bordo del barco frente a Georgia del Sur, y la misión fue completada por el explorador Frank Wild (1873-1939).
Durante la Segunda Guerra Mundial, McIroy sirvió en el S.S. Oronsay cuando fue torpedeado frente a las costas de África Occidental, pasando cinco días en un bote abierto antes de ser rescatado por el barco francés Dumont d’Urville. Después de la guerra, continuo como cirujano de barco hasta finales de sus años setenta; falleció en Surrey, Inglaterra, el 30 de julio de 1968.